# Lituanie au Concours Eurovision de la chanson 2013
La Lituanie est l'un des trente-neuf pays participants du Concours Eurovision de la chanson 2013, qui se déroule à Malmö en Suède. Le pays représenté par le chanteur Andrius Pojavis et sa chanson Something, est annoncé le 20 décembre 2012, à la suite de sa victoire lors de la finale nationale Eurovizijos 2013.

## Sélection

### Format
Le format de la sélection implique 39 artistes et s'est déroulé en dix émissions : 
- Les deux premières émissions consistaient en des introductions au cours desquels les concurrents étaient annoncés.
- Les troisième à septième émissions étaient les séries, composées de sept ou huit candidats chacune. Les trois meilleurs candidats de chaque série ont poursuivi la compétition, tandis que la LRT a également sélectionné trois numéros de joker parmi les numéros non qualifiés restants des séries.
- Les huitième et neuvième émissions étaient les demi-finales du concours. Neuf candidats ont participé à chaque émission et les quatre premiers ont accédé à la finale.
- Lors de la finale, le gagnant a été sélectionné parmi les huit candidats restants à l'issue de deux tours de scrutin. Les résultats du premier tour ont permis de sélectionner les trois meilleurs candidats, tandis que le deuxième tour a permis de déterminer le vainqueur.

Les résultats de chacune des cinq émissions ont été déterminés par les votes d'un jury et par le vote télévisé du public. Les candidats qualifiés pour les demi-finales et le premier tour de la finale ont été déterminés par la combinaison 50/50 des votes du jury et du public. 
Le classement établi par les deux types de vote a été converti en points de 1 à 8, 10 et 12 et attribué en fonction du nombre de chansons en compétition dans l'émission concernée. Le public pouvait voter par téléphone et par SMS. Les ex aequo ont été départagés en faveur de la chanson qui avait reçu le plus de points de la part du jury. Lors du deuxième tour de la finale, seul le jury a voté. Le jury des éliminatoires et des demi-finales était composé de quatre membres, tandis que le jury de la finale était composé de sept membres.

### Chansons sélectionnées
Le 12 septembre 2012, la LRT a ouvert une période de soumission pour les artistes et les auteurs-compositeurs, avec une date limite fixée au 1er octobre 2012[2]. Les 39 œuvres sélectionnées pour le concours ont été annoncées lors des émissions d'introduction les 20 et 27 octobre 2012. Parmi les artistes figurait Linas Adomaitis, ancien participant lituanien à l'Eurovision, qui a représenté la Lituanie en 2004[5].
| Ordre | Artiste                        | Chanson                      |   |          |                     |
| ----- | ------------------------------ | ---------------------------- | - | -------- | ------------------- |
| Ordre | Artiste                        | Chanson                      | 1 | Al Bagdo | "Backdoor Superman" |
| 2     | Alive Way                      | "Revolution"                 |   |          |                     |
| 3     | Andrius Pojavis                | "Something"                  |   |          |                     |
| 4     | Baiba Skurstene                | "I'm on Fire"                |   |          |                     |
| 5     | Beissoul and Gabrielė Griciūtė | "Beautiful Life"             |   |          |                     |
| 6     | Berta Timinskaitė              | "Missing You, Missing Me"    |   |          |                     |
| 7     | Božolė                         | "Happy and Free"             |   |          |                     |
| 8     | Chill Out, Have No Doubt       | "Time"                       |   |          |                     |
| 9     | DAR                            | "Jump!"                      |   |          |                     |
| 10    | D'Oro                          | "Will You Recognize Me?"     |   |          |                     |
| 11    | Eden                           | "War Without End"            |   |          |                     |
| 12    | Eglė Jakštytė                  | "Give Me the Music"          |   |          |                     |
| 13    | El Fuego                       | "Ledo gabalėlis"             |   |          |                     |
| 14    | Elvina Milkauskaitė            | "Closer"                     |   |          |                     |
| 15    | Feliksas Merlin                | "Silent Scream"              |   |          |                     |
| 16    | Freezing Kiss                  | "Nothing to Lose"            |   |          |                     |
| 17    | Gabrielius Vagelis             | "Sacrifice"                  |   |          |                     |
| 18    | Gerai Gerai and Miss Sheep     | "War in the Wardrobe"        |   |          |                     |
| 19    | Giedrė Smolskaitė              | "Stay Awake Tonight"         |   |          |                     |
| 20    | Gintarė Korsakaitė             | "Dreaming"                   |   |          |                     |
| 21    | Girmantė Vaitkutė              | "Time to Shine"              |   |          |                     |
| 22    | Glaam                          | "Love Is Freedom"            |   |          |                     |
| 23    | Ieva and Gabrielius            | "I Fall in Love"             |   |          |                     |
| 24    | Julija Jegorova                | "I'll Carry You"             |   |          |                     |
| 25    | Kvinta Loudside                | "Toks gyvenimas"             |   |          |                     |
| 26    | Linas Adomaitis                | "I W Tonight"                |   |          |                     |
| 27    | Monika Linkytė                 | "Baby Boy"                   |   |          |                     |
| 28    | Multiks                        | "Crazy"                      |   |          |                     |
| 29    | Mundis and Elvina              | "Aš ilgiuosi tavęs"          |   |          |                     |
| 30    | Neringa Šiaudikytė             | "Used to Be"                 |   |          |                     |
| 31    | Nėrius Pečiūra                 | "Kas gali pakeisti gyvenimą" |   |          |                     |
| 32    | Saulės Broliai                 | "Loreen"                     |   |          |                     |
| 33    | Sepa and Asorti                | "Money"                      |   |          |                     |
| 34    | Sophie                         | "Make It Happen"             |   |          |                     |
| 35    | Timohi                         | "Time for Life"              |   |          |                     |
| 36    | Ugnė Smile                     | "Call to Your Mum"           |   |          |                     |
| 37    | Valerija Iljinaitė             | "Taip noriu vėl"             |   |          |                     |
| 38    | Vincentas Linkevičius          | "Dance the Night"            |   |          |                     |
| 39    | Vudis and Samanta Tīna         | "Hey Chiki-Mama"             |   |          |                     |

## Émissions

### Première soirée: 3 novembre 2012
| Ordre | Artiste                | Chanson            | Jury | Télévote | Télévote | Total | Place |
| Ordre | Artiste                | Chanson            | Jury | Votes    | Points   | Total | Place |
| ----- | ---------------------- | ------------------ | ---- | -------- | -------- | ----- | ----- |
| 1     | Vudis and Samanta Tīna | "Hey Chiki-Mama"   | 10   | 222      | 6        | 16    | 4     |
| 2     | Vincentas Linkevičius  | "Dance the Night"  | 6    | 285      | 8        | 14    | 5     |
| 3     | Gabrielius Vagelis     | "Sacrifice"        | 12   | 276      | 7        | 19    | 2     |
| 4     | Ugnė Smile             | "Call to Your Mum" | 5    | 147      | 4        | 9     | 6     |
| 5     | Saulės Broliai         | "Loreen"           | 8    | 1,006    | 12       | 20    | 1     |
| 6     | Valerija Iljinaitė     | "Taip noriu vėl"   | 4    | 215      | 5        | 9     | 7     |
| 7     | Andrius Pojavis        | "Something"        | 7    | 411      | 10       | 17    | 3     |
| 8     | Julija Jegorova        | "I'll Carry You"   | —    | 122      | 3        | —     | —     |

### Deuxième soirée: 10 novembre 2012
| Ordre | Artiste                        | Chanson                      | Jury | Télévote | Télévote | Total | Place |
| Ordre | Artiste                        | Chanson                      | Jury | Votes    | Points   | Total | Place |
| ----- | ------------------------------ | ---------------------------- | ---- | -------- | -------- | ----- | ----- |
| 1     | Alive Way                      | "Revolution"                 | 7    | 314      | 6        | 13    | 5     |
| 2     | Mundis and Elvina              | "Aš ilgiuosi tavęs"          | 5    | 549      | 7        | 12    | 6     |
| 3     | Giedrė Smolskaitė              | "Stay Awake Tonight"         | 8    | 300      | 5        | 13    | 4     |
| 4     | Nėrius Pečiūra                 | "Kas gali pakeisti gyvenimą" | 3    | 121      | 4        | 7     | 8     |
| 5     | Feliksas Merlin                | "Silent Scream"              | 4    | 29       | 3        | 7     | 7     |
| 6     | Ieva and Gabrielius            | "I Fall in Love"             | 10   | 638      | 10       | 20    | 2     |
| 7     | Timohi                         | "Time for Life"              | 6    | 966      | 12       | 18    | 3     |
| 8     | Beissoul and Gabrielė Griciūtė | "Beautiful Life"             | 12   | 624      | 8        | 20    | 1     |

### Troisième soirée: 17 novembre 2012
| Ordre | Artiste             | Chanson                   | Jury | Télévote | Télévote | Total | Place |
| Ordre | Artiste             | Chanson                   | Jury | Votes    | Points   | Total | Place |
| ----- | ------------------- | ------------------------- | ---- | -------- | -------- | ----- | ----- |
| 1     | Multiks             | "Crazy"                   | 4    | 228      | 4        | 8     | 8     |
| 2     | Eglė Jakštytė       | "Give Me the Music"       | 7    | 298      | 5        | 12    | 6     |
| 3     | Eden                | "War Without End"         | 3    | 1,367    | 12       | 15    | 4     |
| 4     | Elvina Milkauskaitė | "Closer"                  | 5    | 931      | 10       | 15    | 3     |
| 5     | Sophie              | "Make It Happen"          | 8    | 654      | 6        | 14    | 5     |
| 6     | Neringa Šiaudikytė  | "Used to Be"              | 10   | 811      | 8        | 18    | 2     |
| 7     | Berta Timinskaitė   | "Missing You, Missing Me" | 6    | 206      | 3        | 9     | 7     |
| 8     | Božolė              | "Happy and Free"          | 12   | 662      | 7        | 19    | 1     |

### Quatrième soirée: 24 novembre 2012
| Ordre | Artiste                    | Chanson                  | Jury | Télévote | Télévote | Total | Place |
| Ordre | Artiste                    | Chanson                  | Jury | Votes    | Points   | Total | Place |
| ----- | -------------------------- | ------------------------ | ---- | -------- | -------- | ----- | ----- |
| 1     | Freezing Kiss              | "Nothing to Lose"        | 4    | 163      | 4        | 8     | 7     |
| 2     | D'Oro                      | "Will You Recognize Me?" | 5    | 231      | 5        | 10    | 6     |
| 3     | Gintarė Korsakaitė         | "Dreaming"               | 10   | 1,258    | 10       | 20    | 2     |
| 4     | Linas Adomaitis            | "I W Tonight"            | 12   | 1,320    | 12       | 24    | 1     |
| 5     | Glaam                      | "Love Is Freedom"        | 6    | 414      | 6        | 12    | 5     |
| 6     | Girmantė Vaitkutė          | "Time to Shine"          | 8    | 912      | 7        | 15    | 3     |
| 7     | Chill Out, Have No Doubt   | "Time"                   | 3    | 74       | 3        | 6     | 8     |
| 8     | Gerai Gerai and Miss Sheep | "War in the Wardrobe"    | 7    | 1,195    | 8        | 15    | 4     |

### Cinquième soirée: 1 décembre 2012
| Ordre | Artiste         | Chanson             | Jury | Télévote | Télévote | Total | Place |
| Ordre | Artiste         | Chanson             | Jury | Votes    | Points   | Total | Place |
| ----- | --------------- | ------------------- | ---- | -------- | -------- | ----- | ----- |
| 1     | Kvinta Loudside | "Toks gyvenimas"    | 5    | 110      | 5        | 10    | 6     |
| 2     | Sepa and Asorti | "Money"             | 4    | 84       | 4        | 8     | 7     |
| 3     | Al Bagdo        | "Backdoor Superman" | 6    | 304      | 7        | 13    | 5     |
| 4     | Baiba Skurstene | "I'm on Fire"       | 7    | 262      | 6        | 13    | 4     |
| 5     | El Fuego        | "Ledo gabalėlis"    | 8    | 452      | 8        | 16    | 3     |
| 6     | DAR             | "Jump!"             | 10   | 1,743    | 12       | 22    | 2     |
| 7     | Monika Linkytė  | "Baby Boy"          | 12   | 1,133    | 10       | 22    | 1     |

### Première demi-finale: 8 décembre 2012
| Ordre | Artiste                    | Chanson               | Jury | Télévote | Télévote | Total | Place |
| Ordre | Artiste                    | Chanson               | Jury | Votes    | Points   | Total | Place |
| ----- | -------------------------- | --------------------- | ---- | -------- | -------- | ----- | ----- |
| 1     | Gerai Gerai and Miss Sheep | "War in the Wardrobe" | 12   | 1,712    | 12       | 24    | 1     |
| 2     | Neringa Šiaudikytė         | "Used to Be"          | 5    | 1,236    | 8        | 13    | 5     |
| 3     | Gabrielius Vagelis         | "Sacrifice"           | 6    | 270      | 3        | 9     | 7     |
| 4     | Saulės Broliai             | "Loreen"              | 4    | 239      | 2        | 6     | 9     |
| 5     | Elvina Milkauskaitė        | "Closer"              | 3    | 1,434    | 10       | 13    | 6     |
| 6     | Andrius Pojavis            | "Something"           | 7    | 1,129    | 6        | 13    | 4     |
| 7     | Timohi                     | "Time for Life"       | 2    | 951      | 5        | 7     | 8     |
| 8     | Ieva and Gabrielius        | "I Fall in Love"      | 8    | 1,149    | 7        | 15    | 2     |
| 9     | Božolė                     | "Happy and Free"      | 10   | 332      | 4        | 14    | 3     |

### Deuxième demi-finale: 15 décembre 2012
| Ordre | Artiste                        | Chanson              | Jury | Télévote | Télévote | Total | Place |
| Ordre | Artiste                        | Chanson              | Jury | Votes    | Points   | Total | Place |
| ----- | ------------------------------ | -------------------- | ---- | -------- | -------- | ----- | ----- |
| 1     | Beissoul and Gabrielė Griciūtė | "Beautiful Life"     | 8    | 1,535    | 6        | 14    | 5     |
| 2     | Monika Linkytė                 | "Baby Boy"           | 7    | 1,965    | 8        | 15    | 4     |
| 3     | Sophie                         | "Make It Happen"     | 4    | 333      | 4        | 8     | 7     |
| 4     | Linas Adomaitis                | "I W Tonight"        | 10   | 2,280    | 10       | 20    | 1     |
| 5     | Girmantė Vaitkutė              | "Time to Shine"      | 12   | 1,554    | 7        | 19    | 2     |
| 6     | Gintarė Korsakaitė             | "Dreaming"           | 3    | 1,016    | 5        | 8     | 8     |
| 7     | El Fuego                       | "Ledo gabalėlis"     | 2    | 206      | 2        | 4     | 9     |
| 8     | Giedrė Smolskaitė              | "Stay Awake Tonight" | 5    | 219      | 3        | 8     | 6     |
| 9     | DAR                            | "Jump!"              | 6    | 2,686    | 12       | 18    | 3     |

### Finale: 20 décembre 2012
| Ordre | Artiste                    | Chanson               | Jury | Télévote | Télévote | Total | Place |
| Ordre | Artiste                    | Chanson               | Jury | Votes    | Points   | Total | Place |
| ----- | -------------------------- | --------------------- | ---- | -------- | -------- | ----- | ----- |
| 1     | Božolė                     | "Happy and Free"      | 7    | 156      | 4        | 11    | 6     |
| 2     | Ieva and Gabrielius        | "I Fall in Love"      | 5    | 698      | 7        | 12    | 5     |
| 3     | Gerai Gerai and Miss Sheep | "War in the Wardrobe" | 8    | 971      | 12       | 20    | 2     |
| 4     | Linas Adomaitis            | "I W Tonight"         | 6    | 507      | 5        | 11    | 7     |
| 5     | DAR                        | "Jump!"               | 4    | 877      | 10       | 14    | 4     |
| 6     | Girmantė Vaitkutė          | "Time to Shine"       | 10   | 563      | 6        | 16    | 3     |
| 7     | Andrius Pojavis            | "Something"           | 12   | 862      | 8        | 20    | 1     |

| Ordre | Artiste           | Chanson         | Place |   |                            |                       |   |
| ----- | ----------------- | --------------- | ----- | - | -------------------------- | --------------------- | - |
| Ordre | Artiste           | Chanson         | Place | 1 | Gerai Gerai and Miss Sheep | "War in the Wardrobe" | 3 |
| 2     | Andrius Pojavis   | "Something"     | 1     |   |                            |                       |   |
| 3     | Girmantė Vaitkutė | "Time to Shine" | 2     |   |                            |                       |   |

## À l'Eurovision
La Lituanie participa à la première demi-finale, le 14 mai 2013. Y arrivant 7e avec 53 points, le pays se qualifie pour la finale du 18 mai 2013. Il termine finalement 22e avec 17 points.